# Onota
Onota is een geslacht van kevers uit de familie van de loopkevers (Carabidae). De wetenschappelijke naam van het geslacht is voor het eerst geldig gepubliceerd in 1872 door Chaudoir.

## Soorten
Het geslacht Onota omvat de volgende soorten:
- Onota angulicollis (Reiche, 1842)
- Onota bicolor Chaudoir, 1872
- Onota elongata Chaudoir, 1872
- Onota floridana G.Horn, 1881
- Onota fulvella Bates, 1884
- Onota limbipennis Maindron, 1906
- Onota longipennis Maindron, 1906
- Onota rutilans Chaudoir, 1872
- Onota tenuicincta Chaudoir, 1872
- Onota vitticollis Maindron, 1872